# Phosphopantéthéine
La 4'-phosphopantéthéine est un groupe prosthétique dérivé de la pantéthéine entrant dans la constitution de la coenzyme A (CoA) ainsi que l'acyl carrier protein (ACP). Elle est également présente dans la formyltétrahydrofolate déshydrogénase et est indispensable au fonctionnement de l'acide gras synthase. Elle est constituée d'une cystéamine unie par une liaison amide à un acide pantothénique (acide pantoïque et ß-alanine unis par une liaison amide) estérifié par un groupe phosphate.
La 4'-phosphopantéthéine établit une liaison thioester avec un groupe acétyle ou acyle, qui se trouve attaché par une liaison à haut potentiel de transfert au bout d'une tige moléculaire flexible d'environ 2 nm de long permettant au substrat de se déplacer, tout en restant lié par covalence à la phosphopantéthéine, entre plusieurs sites actifs d'un même complexe enzymatique.